# Systémová konzole

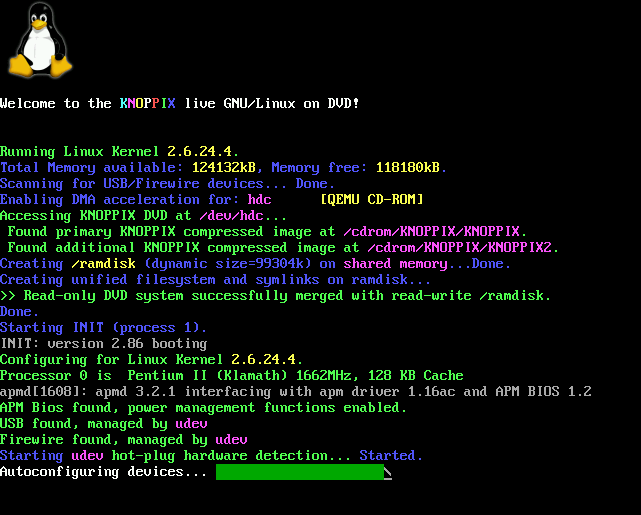
Výstup systémové konzole systému Knoppix během bootování

Systémová konzole, root konzole nebo jednoduše konzole je v informatice zařízení, které slouží k základnímu ovládání počítače. Typicky je to monitor a klávesnice přímo připojené k vlastnímu počítači. Dříve byla konzole pracovištěm správce počítače. Dnes je konzole hlavním komunikačním rozhraním počítače a jeho uživatele, typicky prostřednictvím grafického uživatelského rozhraní (GUI).

## Konzole vs. terminál
V dřívějších dobách (viz dějiny počítačů) bylo počítačů málo (tzv. sálové počítače), a protože každý počítač obsluhoval tým lidí, byla konzole vyhrazena pro správu počítače (základní nastavení, ovlivnění startu počítače, instalace software, opravy poškozeného systému a podobně). Běžní uživatelé (tehdy tzv. operátoři) využívali počítač prostřednictvím terminálů, které byly k počítači připojeny pomocí sériové linky (terminál je samostatná klávesnice s monitorem).

## Konzole osobních počítačů
Osobní počítače (tzv. IBM PC kompatibilní) mají k sobě přímo připojenu klávesnici i monitor, což je vlastně konzole. Na konzoli tak poskytují uživateli hlavní uživatelské rozhraní, které bývalo původně v podobě příkazového řádku (pro systém DOS), dále textové uživatelské rozhraní (některé aplikace, například dBase, Turbo Pascal, Norton Commander) a nakonec též grafické uživatelské rozhraní (editor Text602, Lotus 1-2-3, později systémy Microsoft Windows, v Linuxu pak X Window System atd.).
Výhodou konzole je z dnešního pohledu zejména rychlost přenosu dat mezi počítačem a zobrazovacím zařízením (respektive grafickou kartou).

## Vzdálená konzole
V některých případech není výhodné, aby měl každý počítač svoji klávesnici a monitor. Pro sdílení jedné klávesnice, myši a monitoru mezi více servery se používá KVM switch. Pro přenos signálů mezi klávesnicí a monitorem se na delší vzdálenost se používá též počítačová síť.

## Konzole u síťových prvků
Routery a konfigurovatelné switche (stejně jako jiná síťová a telekomunikační zařízení) mohou mít také konzolové porty. Zejména routery Cisco Systems a switche, které používají Cisco IOS, se obvykle konfigurují přes konzolové porty.

## Sériová konzole
U tradičních minipočítačů se používala sériová konzole – sériová linka RS-232 na terminál (například DEC VT100). Tento terminál byl obvykle uložen v zabezpečené místnosti, poněvadž mohl být použit pro některé privilegované funkce, jako je zastavení systému nebo výběr, z kterého média bootovat. Střední počítače (midrange systems, vrstva spadající mezi mainframe a mikropočítače), například od společností Sun Microsystems, Hewlett-Packard a IBM, stále sériové konzole používají. Ve větších zařízeních jsou konzolové porty připojeny k multiplexorům nebo k síťově připojeným víceportovým sériovým serverům, které umožňují operátorovi připojit terminál k některému z připojených serverů. Dnes jsou sériové konzole často používány pro přístup k systémům pracujícím většinu času bez konzole (headless system), a to obvykle pomocí emulátoru terminálu provozovaného na notebooku.
Některé BIOSy osobních počítačů, obzvláště v serverech, také podporují sériové konzole, a umožňují tak přístup k BIOSu přes sériový port, takže může být použita levnější a jednodušší infrastruktura pro sériovou konzoli. I v případě chybějící podpory ze strany BIOSu mohou být některé operační systémy, například FreeBSD a Linux, nakonfigurovány pro použití sériové konzole buď během bootování, nebo po startu.
Z konzole je obvykle možné se přihlásit. V závislosti na konfiguraci může operační systém zacházet s přihlášením z konzole jako s důvěryhodnějším oproti přihlášení z jiných zdrojů.